# ギボウシラン
ギボウシラン（擬宝株蘭、学名：Liparis auriculata）は、ラン科クモキリソウ属の地生の多年草。別名、キンポクラン。

## 特徴
茎は卵形。葉は茎の基部に2個つき、長さ5-12cm、幅3-8cmの広卵形で、先端は急鋭頭で、基部は心形となる。葉の表面の葉脈の間がくぼみ、縦じわが目立ち、一見ギボウシの葉を思わせる。
花期は7-8月。花茎は直立し、開花時の高さは15-30cmになる。先端に5-25個の淡黄緑色の花を総状につけ、花序は暗緑褐色になる。苞は長さ1.5-2.5mmの披針状三角形で、鋭尖頭となる。萼片は線状長楕円形で先は鋭形、長さ5mmになり、淡緑色で、縁が外側に巻く。側花弁は線形で先は鈍形、長さ5mmになり、紫色を帯びた緑色で、萼片と同様に縁が外側に巻く。唇弁は倒卵状くさび形で円頭、縁は細かな歯牙があり、長さ5mm、基部の左右に2個の突起がある。唇弁は淡緑色であるが舷部の中央部分の溝に暗紫色の帯状の着色部分がある。蕊柱は長さ3.5mmになり、紫色を帯びた緑色で、やや湾曲し、狭い翼がある。花粉塊は4個あり、卵状三角形で橙色。葯帽は淡緑色をしている。

## 分布と生育環境
日本では、北海道、本州、四国、九州（屋久島以北）、伊豆諸島に分布し、冷温帯から暖温帯の常緑広葉樹林内の湿度のある林床または湿原などに生育する。ときに群生することがある。国外では、台湾、済州島に分布する。

## 名前の由来
和名ギボウシランは「擬宝株蘭」の意で、本種の葉のようすをキジカクシ科ギボウシ属の葉にたとえたもの。
種小名 auriculata は、「耳型の」「耳状の」の意味。

## 学名の混乱
古くは、本種の学名 Liparis auriculata は、同属のクモキリソウに当てられていたが、前川文夫 (1936) は、『植物研究雑誌』Vol.12において、「原記載ニ依レバ葉ハ広卵形ニシテ短カク尖ル云々トアル。現在コノ学名ヲ以テ呼バレルくもきりさうデハカカル葉ハ無クスベテ広楕円形カラ長楕円形デ先端ハ必ラズ鈍頭デアル。学名 auriculata ノ由来ニ関シテハ何等記ス所ガナイガ葉底ノ形質ニ基ヅクモノナルガ如クニ思ワレルニ徴シテモ該学名ハぎばうしらんニ適用スベシト思意スル。」とし、この学名は本種ギボウシランに当てた。また、クモキリソウは筑波山の標本に基づいて、新たに Liparis kumokiri F.Maek. (1936) と命名記載した。

## 保全状況評価
- 絶滅危惧IB類 (EN)（環境省レッドリスト）

（2019年、環境省）

## ギャラリー

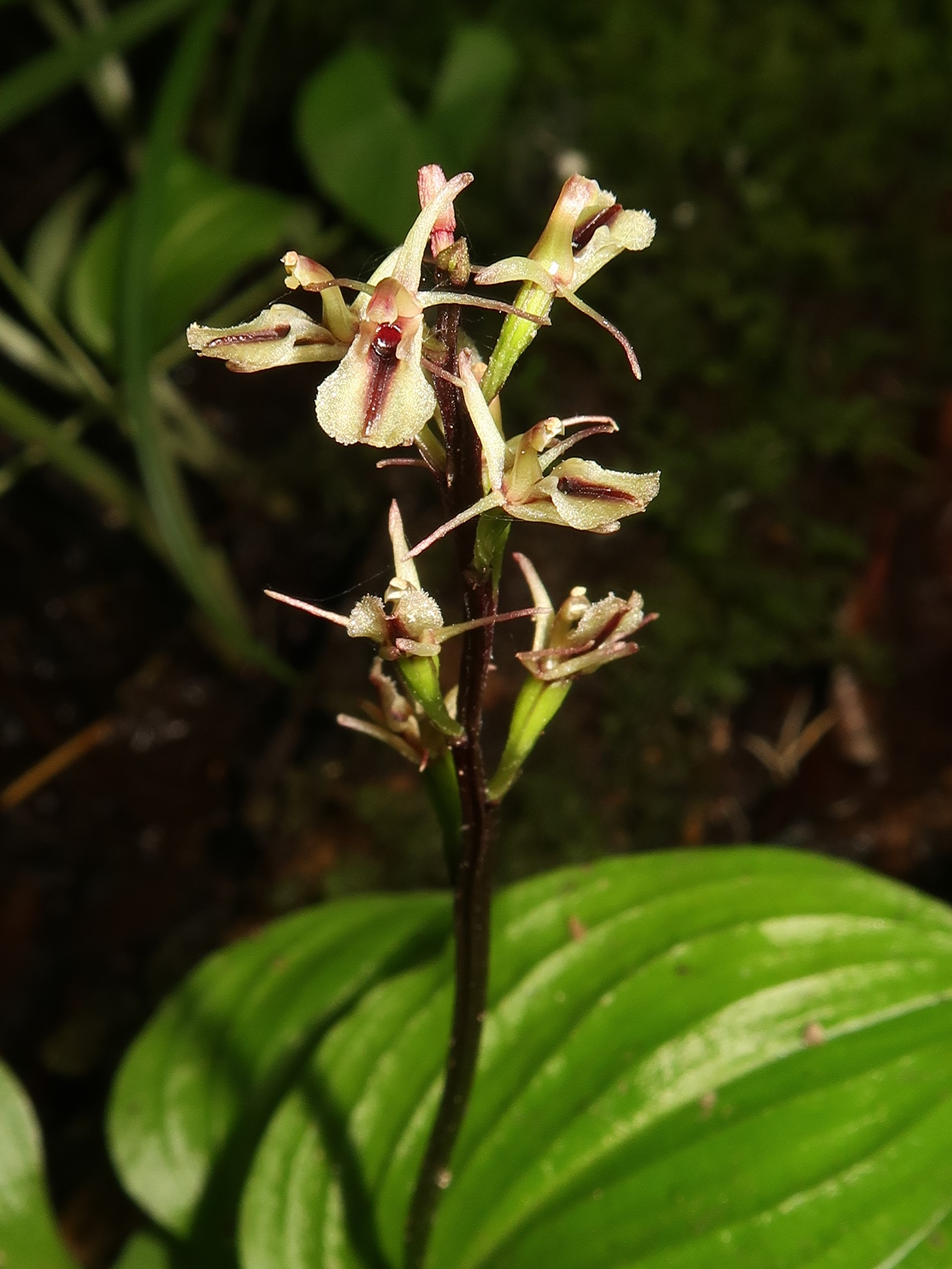
側萼片は唇弁の背面にあり、側花弁は線形で左右に伸びる。唇弁の中央部の溝に暗紫色の帯状の着色がある。
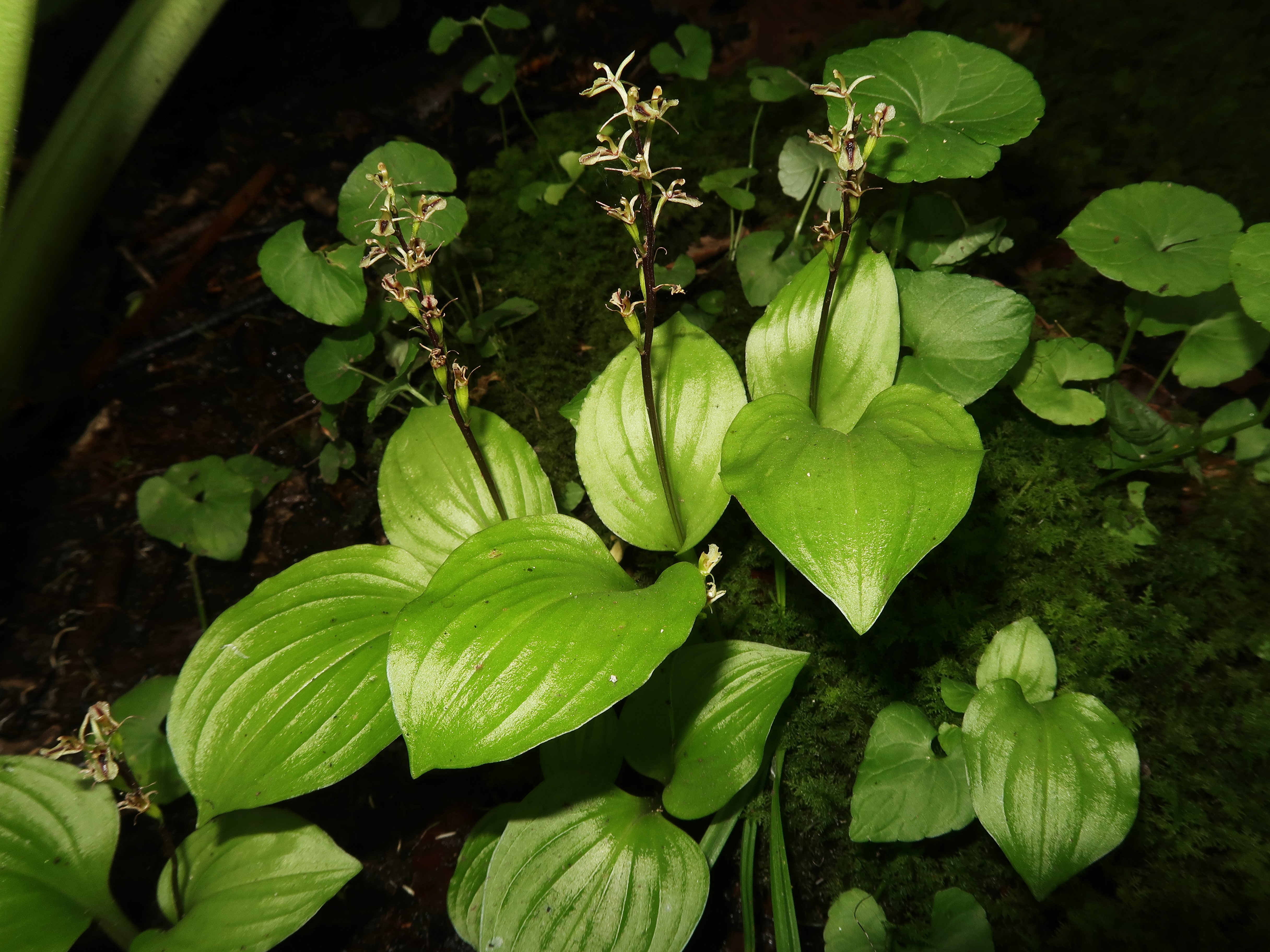
湿った林床のミズゴケの上に生育していたもの。
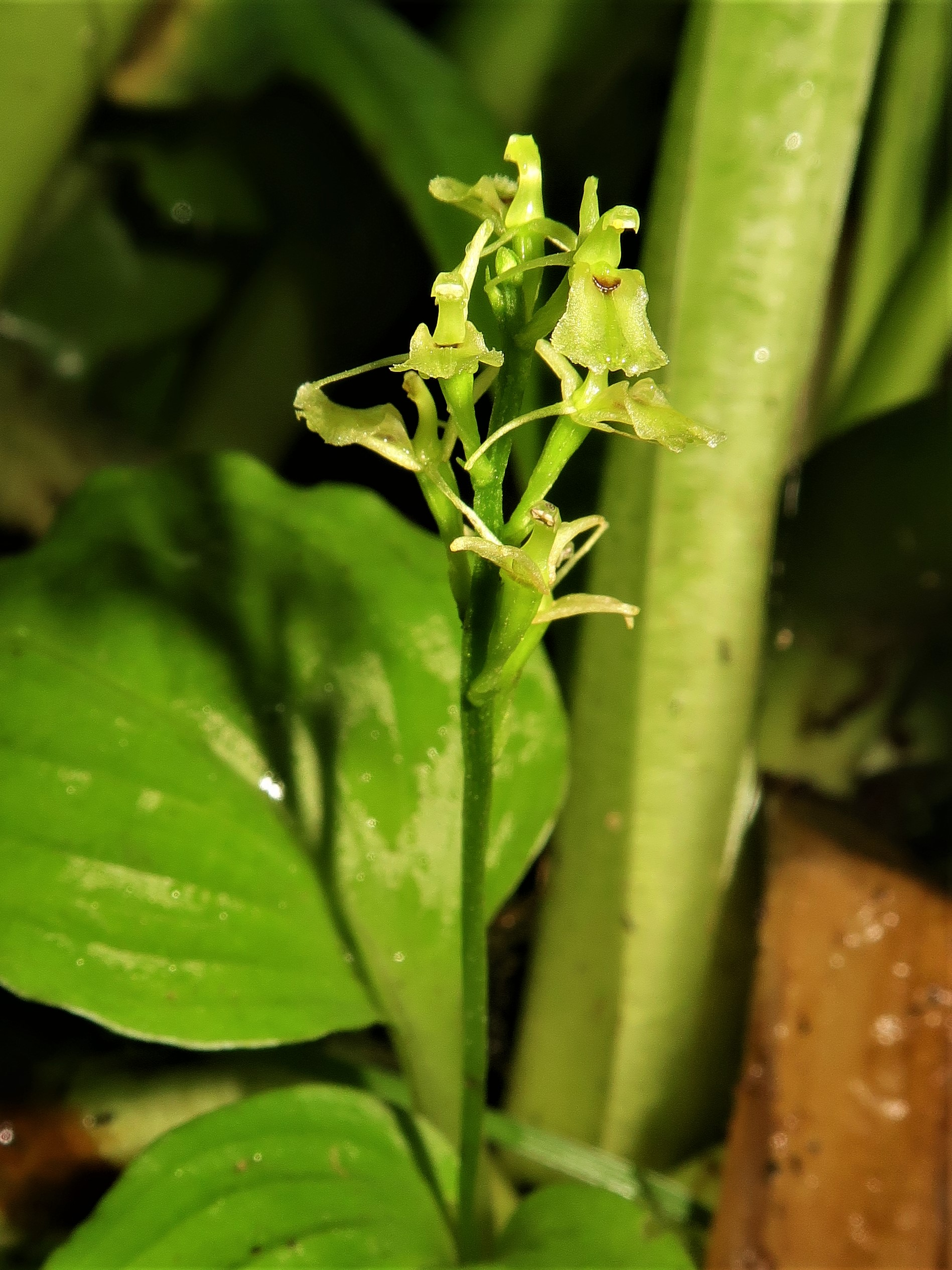
唇弁の中央部の溝に着色がない個体もある。
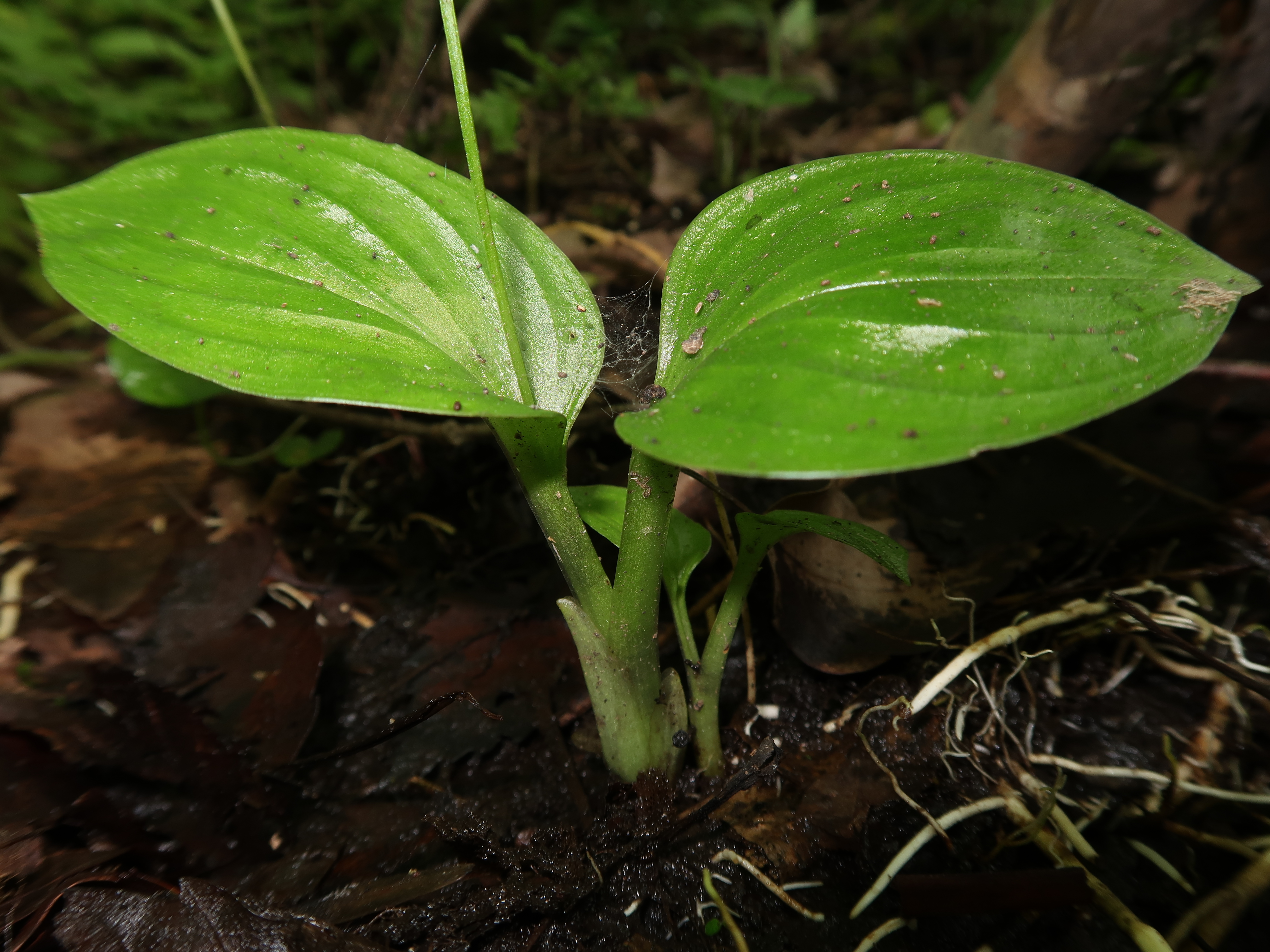
葉に縦筋が入り、ギボウシの葉を思わせる。
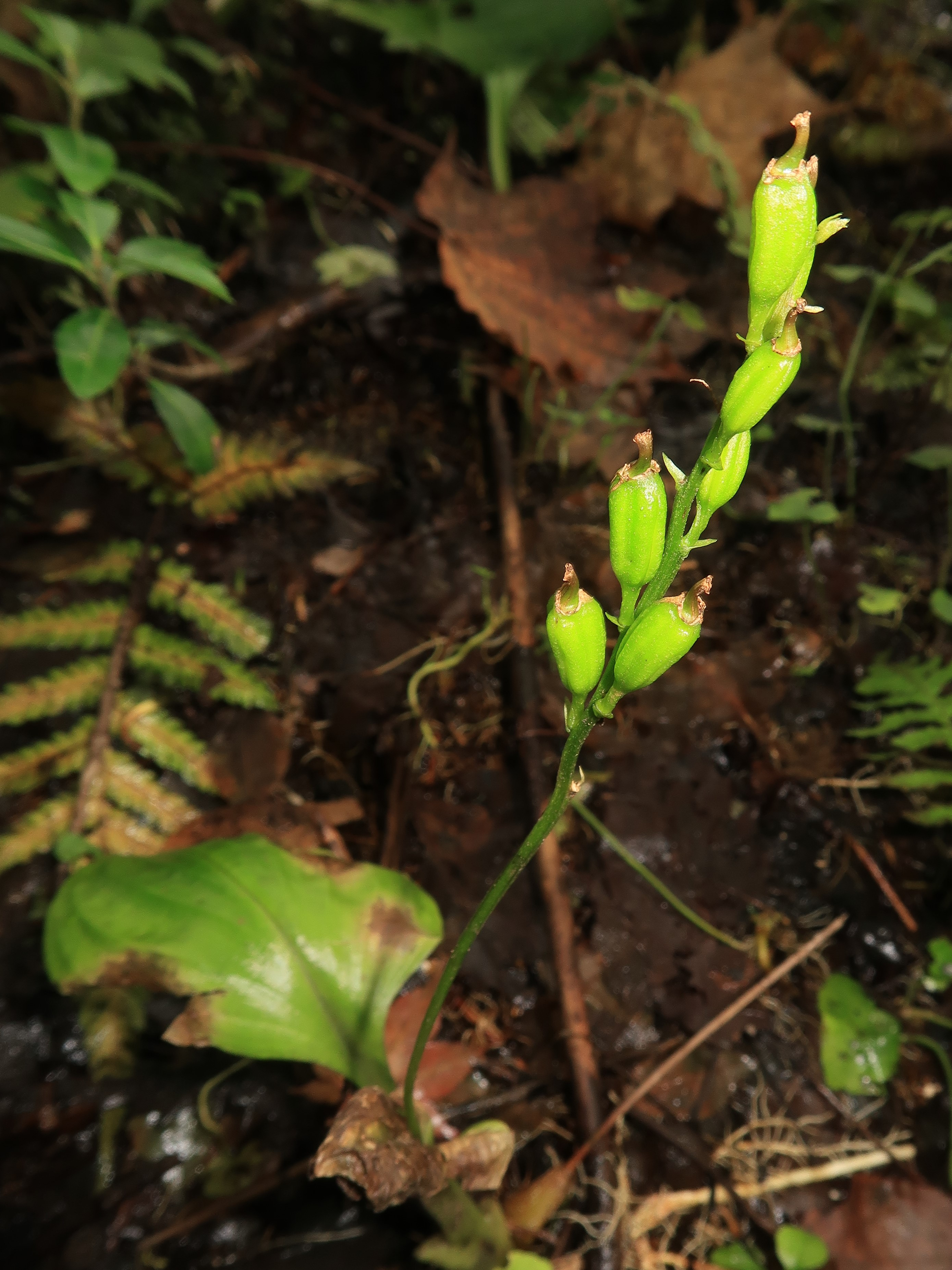
若い果実。9月上旬。
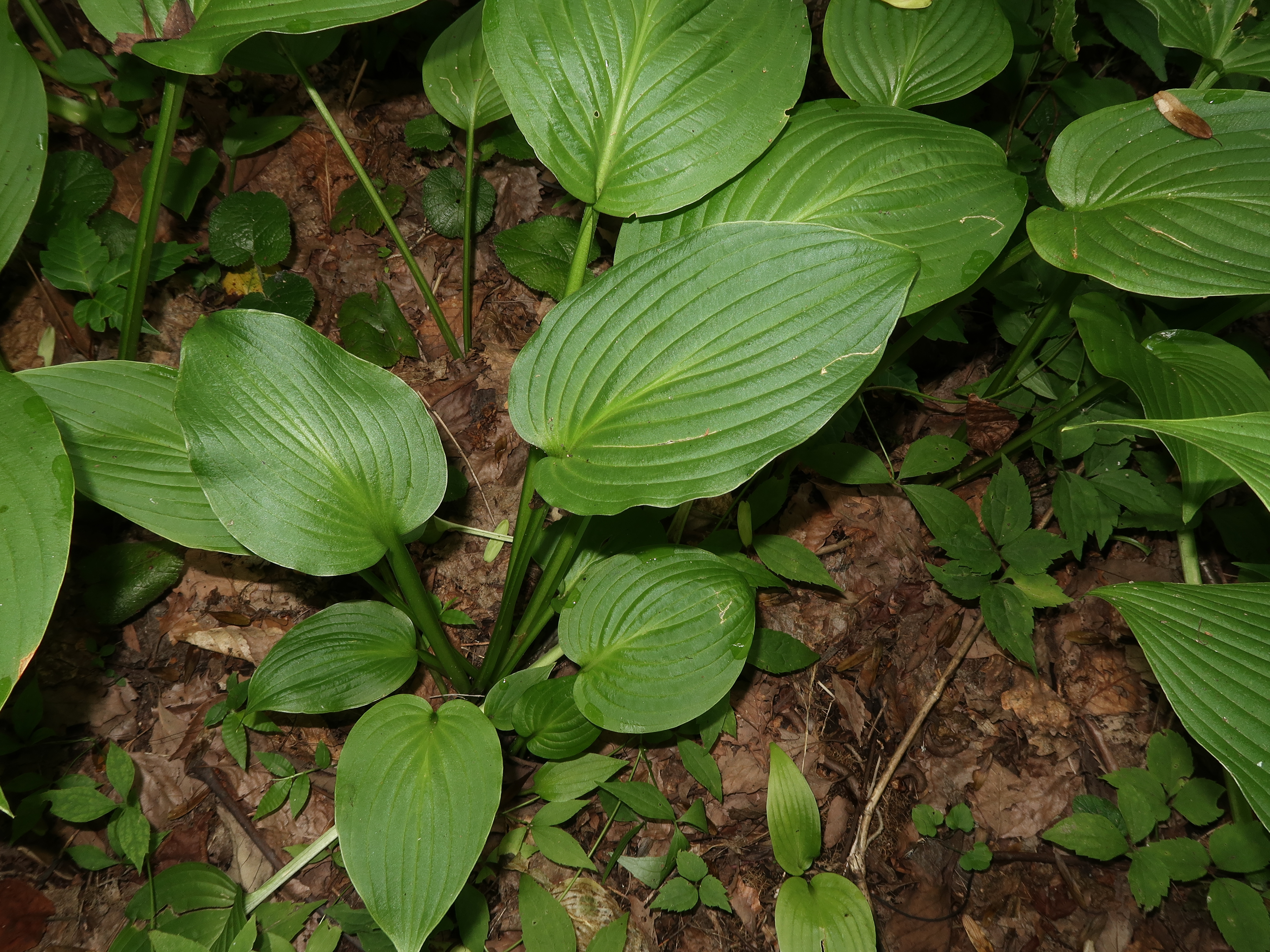
オオバギボウシの葉